# فوکودا چتزورو
فوکودا چتزورو (به ژاپنی: 福田千鶴) (تولد ۱۹۶۱) یکی از محققان تاریخ ژاپن و یکی از استادان مشهور دانشگاه کیوشو است. تخصص وی در مورد تاریخ ژاپن و سیستم باکوهان و به ویژه او-ایه سودو (نزاع خانوادگی) است.